# Epigomphus subquadrices
Epigomphus subquadrices är en trollsländeart som beskrevs av Kennedy 1946. Epigomphus subquadrices ingår i släktet Epigomphus och familjen flodtrollsländor. Inga underarter finns listade i Catalogue of Life.